# Banco Sofisa
Banco Sofisa es un banco brasileño con sede en la ciudad de São Paulo. A partir de 2007, comenzó a cotizar en la Bolsa de Valores de São Paulo (BOVESPA).

## Historia
Fundado en 1961 como Sofisa S.A. Crédito por el empresario Varujan Burmaian, en 1990 pasó a denominarse Banco Sofisa S.A.
Tras la muerte del fundador, Varujan Burmaian, en 2006, su viuda y administradora única, Hilda Diruhy Burmaian, abrió el capital del banco y lo sacó a Bolsa en 2007. En 2016, Hilda Burmaian quiso hacer una OPA para sacar al banco de la Bolsa de São Paulo. Las acciones subieron un 70% en dos meses.

## Paraísos fiscales
El Banco Sofisa es una institución con intereses en Brasil y que posee activos valorados en más de R$ 1 billón de reales. Aunque el banco opera fundamentalmente en Brasil, cuenta con otras marcas como Sofisa Bank of Florida y Sofisa Bank Limited, con sede en Saint John's, Antigua, uno de los llamados paraísos fiscales. El principal ejecutivo del banco es Alexandre Burmaian.